# Conexão elétrica
Uma conexão elétrica entre pontos discretos permite o fluxo de elétrons (uma corrente elétrica). Um par de conexões é necessária para constituir um circuito elétrico.
Entre pontos com uma diferença de potencial baixa, o fluxo de corrente contínua pode ser controlada por uma chave. Todavia, se os pontos não estão conectados, e a diferença de potencial entre aqueles pontos é alta o suficiente, a ionização elétrica do ar ocorrerá, e o fluxo da corrente tenderá a acontecer ao longo do caminho de menor resistência. 